# Pletyzmograf prąciowy
Pletyzmograf prąciowy (ang. penile plethysmograph) – typ pletyzmografu, który mierzy ilość krwi w prąciu.
Jest przeważnie używany do badania wielkości seksualnego podniecenia w zależności od zewnętrznych bodźców. Amerykańscy producenci sprzedają je do krajów takich jak: Brazylia, Chiny, Czechy, Kanada, Norwegia, Nowa Zelandia, Słowacja, Stany Zjednoczone i Wielka Brytania.
Istnieją dwa rodzaje: wolumetryczny – mierzy zmiany ciśnienia powietrza w torbie nakładanej na prącie i obwodowy – służący do pomiaru zmian w obwodzie prącia.
Pletyzmograf prąciowy został wynaleziony przez Kurta Freunda w Czechosłowacji w latach 50. XX wieku. Jego pierwszym zastosowaniem było sprawdzanie orientacji seksualnej kandydatów do czeskiego wojska, którzy twierdzili, że są homoseksualni, chcąc uniknąć obowiązkowej służby w wojsku (do roku 1961 w Czechosłowacji mężczyźni o orientacji homoseksualnej byli wykluczeni ze służby wojskowej).